# Komitat Arad
Das Komitat Arad (ungarisch Arad vármegye, lateinisch comitatus Aradiensis / comitatus Orodiensis, rumänisch Comitatul Arad) war eine Verwaltungseinheit im Zentrum des Königreichs Ungarn. Verwaltungssitz war Arad (ab 1920 Elek).
Heute liegt der Hauptteil des Gebiets in Rumänien (im Kreis Arad), ein kleiner Teil südlich der Stadt Békéscsaba gehört zu Ungarn (im heutigen Komitat Békés).

## Geographie

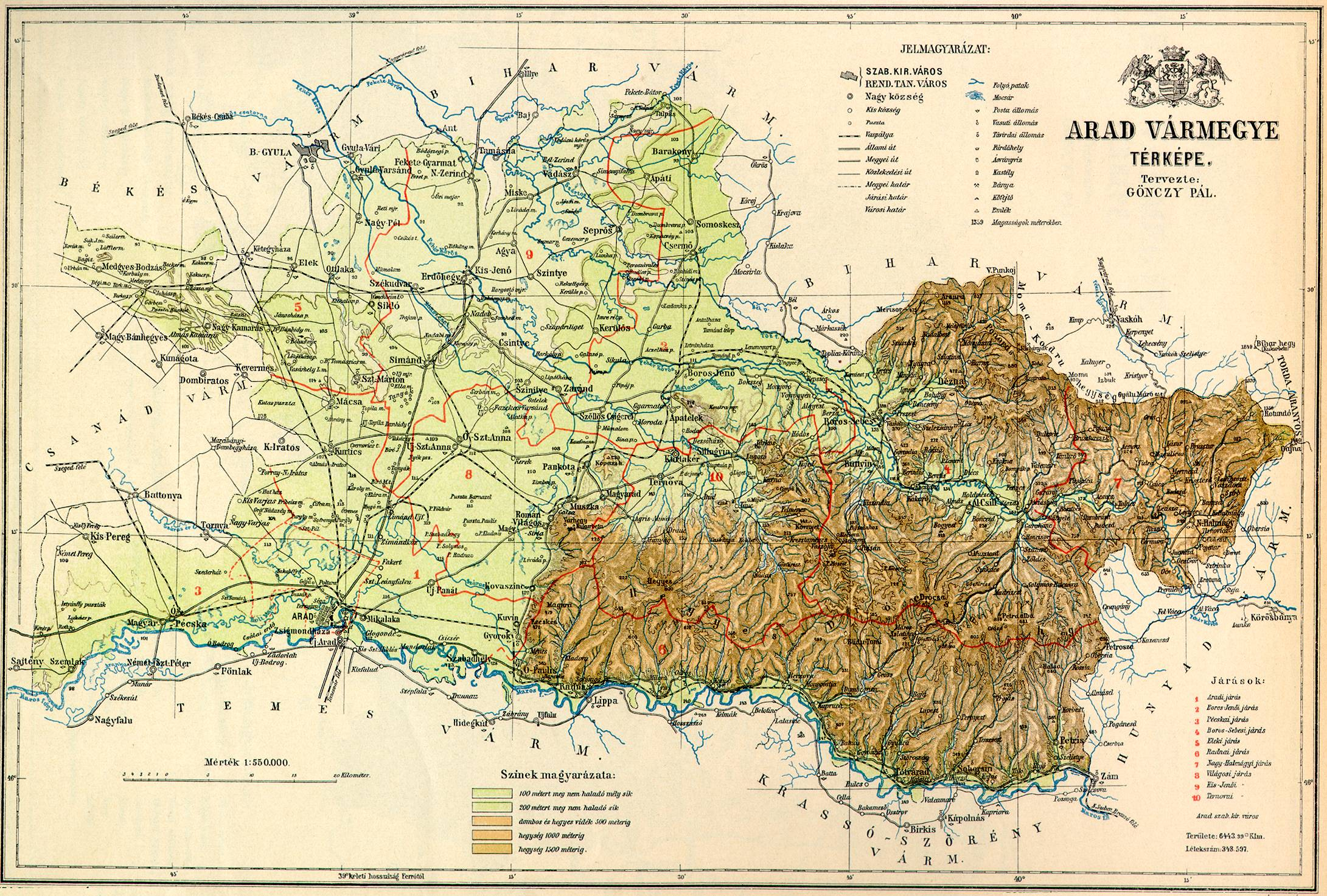
Karte des Komitats Arad um 1890

Es grenzte an die Komitate Békés, Bihar, Torda-Aranyos, Hunyad, Krassó-Szörény, Temes, Torontal und Csanád.
Der östliche Teil des Komitats war Gebirgsland, der westliche eben, waldlos und nach der Theiß hin sumpfig. Das Komitat wurde von den Flüssen Marosch im Süden und der Weißen Kreisch im Norden durchflossen. Der Großteil der Einwohner waren Rumänen, daneben gab es auch Ungarn und Deutsche, die wirtschaftliche Produktion war stark auf die Land- und Waldwirtschaft ausgerichtet (Weizen, Gerste, Roggen, Raps, Mais, Tabak, Holz, Flachs, Obst, Wein sowie Vieh- und Bienenzucht). Im Westen wurde in Borossebes, Dézna, Zimbro und anderen Orten auch Eisenbergbau betrieben.

## Geschichte
Das Komitat Arad entstand im 11. Jahrhundert. Später zählte es zum sogenannten Partium. Nach der Besetzung durch die Osmanen kam das Gebiet im 16. Jahrhundert zum Eyalet Temeșvar, nach der Rückeroberung des Gebiets waren Teile des Komitat von 1744 bis 1750 ein Teil der Militärgrenze, danach wurde es wieder Teil des Königreichs Ungarn.
Bei der Verwaltungsreform 1876 wurde das nördlich gelegene Komitat Zaránd einverleibt.
Nach dem Ende des Ersten Weltkriegs 1918 bestand das Komitat nach der Abtrennung des Großteils des Gebiets an Rumänien im Vertrag von Trianon (1920) bis zu einer Reform 1923 mit der Hauptstadt Elek. Danach wurde es bis 1945 Teil des Komitats Csanád-Arad-Torontál und kam dann bis zur großen Komitatsreform 1950, als es Teil des heutigen Komitats Békés wurde, zum Komitat Csanád.
Der rumänische Teil des ehemaligen Komitats ging nach 1920 im Kreis Arad auf.

## Bezirksunterteilung

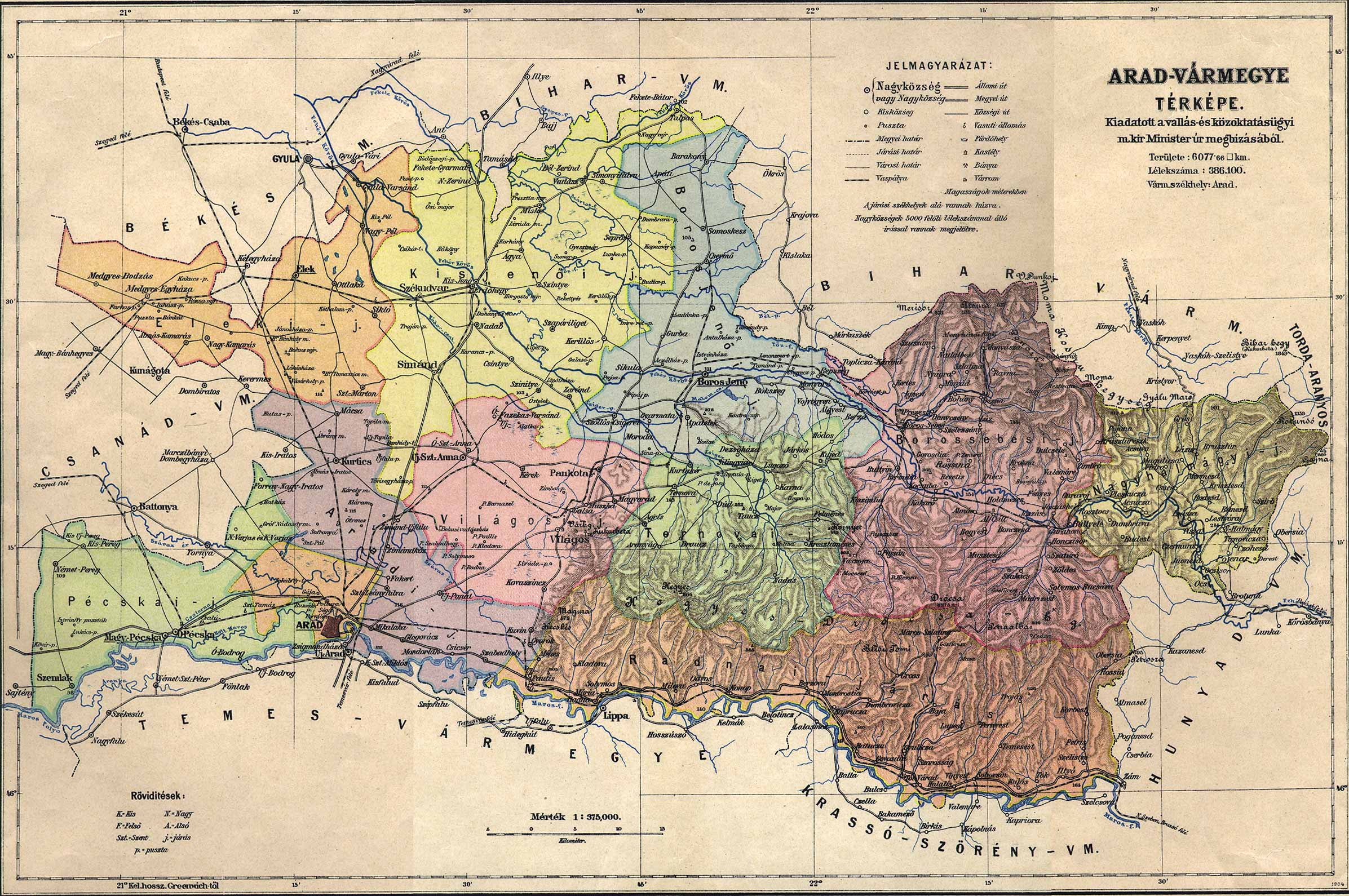
Administrative Karte

Das Komitat bestand im frühen 20. Jahrhundert aus folgenden Stuhlbezirken (nach dem Namen des Verwaltungssitzes benannt):
| Stuhlbezirke (járások)                  | Stuhlbezirke (járások)       |
| Stuhlbezirk                             | Verwaltungssitz              |
| --------------------------------------- | ---------------------------- |
| Arad                                    | Arad                         |
| Borosjenő                               | Borosjenő, heute Ineu        |
| Borossebes                              | Borossebes, heute Sebiș      |
| Elek                                    | Elek                         |
| Kisjenő                                 | Kisjenő, heute Chișineu-Criș |
| Magyarpécska                            | Magyarpécskam, heute Pecica  |
| Máriaradna                              | Máriaradna, heute Radna      |
| Nagyhalmágy                             | Nagyhalmágy, heute Hălmagiu  |
| Tornova                                 | Tornova, heute Târnova       |
| Világos                                 | Világos, heute Șiria         |
| Stadtkreis (törvényhatósági jogú város) |                              |
| Arad                                    |                              |

Der Ort Elek liegt im heutigen Ungarn, die restlichen Orte in Rumänien.